# Victor Ginsburgh
Pour les articles homonymes, voir Ginsburg.
Victor Alexandre Ginsburgh est un économiste belge né au Rwanda en 1939.

## Biographie
Ginsburgh naît en 1939  dans une famille expatriée : « Mon père n'était qu'un russe blanc, et ma mère une juive autrichienne ».
Après des études d'ingénieur commercial Solvay à l'Université libre de Bruxelles, il obtient une maîtrise en économétrie et devient docteur en sciences économiques en 1972. Il est professeur à l'Université libre de Bruxelles depuis 1975.
Actif en tant que chercheur, Ginsburgh est l'auteur de plusieurs ouvrages et des travaux publiés dans des revues telles que Econometrica et l'American Economic Review. Il s'est spécialisé dans le domaine de l'équilibre général appliqué et aussi dans l'Économie de la culture.
Il est chercheur au centre ECARES à l'Université libre de Bruxelles (ULB).

## Controverses et prises de positions
Ginsburgh a été a plusieurs reprises sollicité pour des « cartes blanches » dans des journaux belges.
En 2013, Ginsburgh affirme, que  « comme plusieurs autres, également d’origine juive », il est venu à la défense du droit au groupe BDS d'exercer ses activités au sein de l'université. Il critique David Ben Gourion qu'il décrit comme ayant « souvent fermé les yeux et s’est bouché le nez lors des expulsions de palestiniens en 1947-48 ». Il critique également le fait que Shimon Peres était docteur honoris causa de l’ULB.
En 2014, il affirme à nouveau des positions anti-israéliennes et qu'il n'ira plus dans ce pays dans les colonnes de la RTBF. Il se justifie en accusant cette « état (au sens de gouvernement) » d'être « raciste » mais aussi « sa population qui l’est ». 
Après avoir fait ses remarques, il affirme : « deux vieux amis me disent, l’un gentiment que je suis « antisémite ». Toutefois il affirme continuer de se considèrer comme « anti antisémite ».
En 2018, Ginsburgh critique l'écrivain Pierre Mertens, qui déplorait l’attribution du titre de docteur honoris causa à Ken Loach. Un Comité de soutien réagit en remettant en cause ses propos et les qualifiant de « violence » et de « haine de soi ».
Il accuse « les [Juifs] Israéliens » de « positions meurtrières et répétées », et  accuse le professeur Jacques Brotchi d'infidélité à son université : « [...] dans les mains de laquelle vous avez mangé pendant de longues années ». Il justifie également la haine antisémite en s'adressant à des Juifs  : 

« vous vous plaignez que le monde est devenu antisémite ? Mais regardez-vous, nom de dieu !. »

## Articles
- Language disenfranchisement in the European Union [PDF]
- Expert Opinion and Compensation: Evidence from a Musical Competition in American Economic Review [PDF]